# Glyngøre
Glyngøre es una localidad situada en el municipio de Skive, en la región de Jutlandia Central (Dinamarca), con una población estimada a principios de 2012 de unos 1534 habitantes.
Se encuentra ubicada al oeste de la península de Jutlandia, en la península de Salling.